# Tal faràs, tal trobaràs
Tal faràs, tal trobaràs és un drama en tres actes i en vers heptasíl·lab, original d'Eduard Vidal i de Valenciano, estrenat al Teatre Principal de Barcelona, la nit del 4 d'abril de 1865 i reposat al Teatre Romea, la nit del 7 de març de 1866. És considerat el primer drama romàntic de costums en català, en un paisatge teatral amb un públic acostumat a peces breus i festives.
Vidal era vist com un dels «precursors» que amb aquest espectacle s'ha atrevit d'estrenar un drama en català. Va sorprendre el públic del Teatre Principal que s'esperava una comèdia de broma, i que va trobar una obra sèria. Amb ulls d'avui l'obra sorprèn per l'exaltació de la virtut, la bondat i l'honor en els personatges, «com si anessin destil·lant un codi moral apte per a les classes humils».
Narra el conflicte d'amor i interessos entre Maria, filla de Joan Llobet; Fidel, pescador i cosí de Maria, i Pau Gleba, un antic carlí convertit en mariner itinerant. Hi ha dos personatges més, l'Andreu i el Badó, un orfe acollit per Joan. L'acció té lloc en un poble català costaner i l'únic espai és la sala de cals Llobet, una casa humil.

### Repartiment de l'estrena
- Joan: Agustí Monner
- Maria: Francisca Soler
- Pau: Josep Villahermosa
- Fidel: Emili Arolas
- Badó: Antònia Juanín
- Andreu: Francesc Torrembó

### Edicions
- Tal faràs, tal trobaràs (facsímil en pdf). 4ª ed..  Barcelona: Impremta Gutenberg / Memòria Digital de Catalunya, 1894, p. 64.